# The Mind's Eye
Albums de Stiltskin
She
(2006)
Singles
1. "Inside"
Sortie : avril 1994
2. "Footsteps"
Sortie : 12 septembre 1994
3. "Rest in Peace"
Sortie : 20 mars 1995

The Mind's Eye est le premier album du groupe de rock écossais Stiltskin. Il est paru le 6 octobre 1994 sur le label Virgin Records / White Water Records et a été enregistré et produit par Peter Lawlor assisté de James Finnigan.

## Historique
Il est l'unique album du groupe sorti dans les années 1990 car celui-ci se sépara en 1996. Le chanteur Ray Wilson remplacera Phil Collins au sein de Genesis avec qui il enregistra l'album Calling All Stations. Il faudra attendre 2006 et l'album She, pour voir le retour du groupe où seul le chanteur Ray Wilson subsiste.
Le premier single de l'album, Inside, atteignit la première place des charts britanniques et servit à la marque de blue jeans Levi's comme support musical à une de ses publicité télévisée. Il sera certifié single d'argent pour 250 000 exemplaires vendus au Royaume-Uni.
Cet album se classa à la 17e place dans les charts britanniques.

## Liste des titres
- Tous les titres sont signés, paroles et musiques, par Peter Lawlor.

1. Intro (instrumental) - 0:36
2. Scared of Ghosts - 4:00
3. Horse - 4:23
4. Rest in Peace - 2:56
5. Footsteps - 3:55
6. Sunshine and Butterflies - 3:52
7. Inside - 5:13
8. An Illusion - 3:48
9. America - 3:17
10. When my Ship Comes In - 3:51
11. Prayer Before Birth (instrumental) - 4:39

## Musiciens
- Ray Wilson: chant
- Peter Lawlor: guitares, mandoline, orgue Hammond, piano Wurlitzer, chœurs
- James Finnigan: basse, orgue Hammond, piano Wurlitzer, chœurs
- Ross McFarlane: batterie, percussions, chœurs

avec
- Sian Bell: violoncelle sur "Horse", "Rest in Peace", "An Illusion" et "Prayer Before Birth"
- The Ambrosian Singers: chorale sur "Inside"
- Tessa Sturridge: chœurs sur "Inside"

## Charts & certification

### Album
Charts
| Pays                                 | Durée du classement | Meilleur classement | Date             |
| ------------------------------------ | ------------------- | ------------------- | ---------------- |
| Allemagne (GfK Entertainment)        | 10 semaines         | 11e                 | 31 octobre 1994  |
| Autriche (Ö3 Austria Top 40)         | 6 semaines          | 10e                 | 13 novembre 1994 |
| Écosse (Scottish Album Chart)        | 4 semaines          | 15e                 | 23 octobre 1994  |
| France (SNEP)                        | 6 semaines          | 13e                 | 1994             |
| Nouvelle-Zélande (RMNZ Albums Top40) | 4 semaines          | 36e                 | 19 mars 1995     |
| Pays-Bas (MegaCharts)                | 4 semaines          | 76e                 | 5 novembre 1994  |
| Royaume-Uni (UK Albums Chart)        | 4 semaines          | 17e                 | 23 octobre 1994  |
| Suède (Sverigetopplistan)            | 4 semaines          | 13e                 | 14 octobre 1994  |
| Suisse (Schweizer Hitparade)         | 11 semaines         | 13e                 | 6 novembre 1994  |

### Singles
Inside
| Pays                  | Durée du classement | Meilleur classement | Date              | Certification |
| --------------------- | ------------------- | ------------------- | ----------------- | ------------- |
| (Single Top 100)      | 21 semaines         | 5e                  | 18 juillet 1994   | Argent        |
| (ARIA Charts)         | 6 semaines          | 40e                 | 19 mars 1995      | Argent        |
| (Ö3 Austria Top 40)   | 14 semaines         | 2e                  | 17 juillet 1994   | Argent        |
| (V) (Ultratop)        | 9 semaines          | 23e                 | 24 septembre 1994 | Argent        |
| (Single Top 100)      | 23 semaines         | 9e                  | 10 septembre 1994 | Argent        |
| (FIMI)                | —                   | 7e                  | 1994              | Argent        |
| (IRMA)                | 5 semaines          | 7e                  | 17 mai 1994       | Argent        |
| (VG-lista)            | 11 semaines         | 5e                  | 13 juin 1994      | Argent        |
| (RMNZ Singles Top40)  | 11 semaines         | 20e                 | 5 mars 1995       | Argent        |
| (Single Top 100)      | 8 semaines          | 7e                  | 16 juillet 1994   | Argent        |
| (UK Singles Chart)    | 13 semaines         | 1er                 | 8 mai 1994        | Argent        |
| (Sverigetopplistan)   | 20 semaines         | 4e                  | 5 août 1994       | Argent        |
| (Schweizer Hitparade) | 24 semaines         | 5e                  | 7 août 1994       | Argent        |

Footsteps
| Pays                  | Durée du classement | Meilleur classement | Date              |
| --------------------- | ------------------- | ------------------- | ----------------- |
| (V) (Ultratop)        | 3 semaines          | 26e                 | 22 octobre 1994   |
| (FIMI)                | —                   | 22e                 | 1994              |
| (UK Singles Chart)    | 2 semaines          | 34e                 | 18 septembre 1994 |
| (Schweizer Hitparade) | 3 semaines          | 34e                 | 16 octobre 1994   |

Rest In Peace
| Pays               | Durée du classement | Meilleur classement | Date         |
| ------------------ | ------------------- | ------------------- | ------------ |
| (UK Singles Chart) | 1 semaine           | 92e                 | 26 mars 1995 |